# Florian Brand
Florian Brand (* 7. Juli 1984) ist ein ehemaliger deutscher Footballspieler.

## Laufbahn
Brand (1,95 Meter, in der Verteidigung eingesetzt) gehörte von 2003 bis 2011 dem GFL-Aufgebot der Braunschweig Lions an. In den Jahren 2005, 2006, 2007 und 2008 wurde er mit der Mannschaft deutscher Meister sowie 2003 Eurobowl-Sieger.
Brand wurde beruflich als Fitnesstrainer und Ernährungsberater tätig. Er nahm ein Studium an der Medizinischen Hochschule Hannover auf und wurde Mitglied des medizinischen Stabes der Braunschweig Lions.